# Shane Vieau
Shane Vieau ist ein kanadischer Szenenbildner.

## Leben
Vieau begann seine Karriere im Filmstab 1999 als Assistent in der Requisite bei den Dreharbeiten zur Filmkomödie Dudley Do – Right von Hugh Wilson. Ab dem darauffolgenden Jahr war er vor allem als Szenenbildner tätig und wirkte unter anderem an Aliens vs. Predator 2, Das Kabinett des Doktor Parnassus und Planet der Affen: Revolution.
2018 war er für Guillermo del Toros Fantasyfilm Shape of Water – Das Flüstern des Wassers zusammen mit Paul Denham Austerberry und Jeffrey A. Melvin für den Oscar in der Kategorie Bestes Szenenbild sowie den BAFTA Film Award in der Kategorie Bestes Szenenbild nominiert.
Neben seiner Arbeit beim Film ist Vieau auch für das Fernsehen tätig, unter anderem wirkte er an fünf Folgen der Serie Intelligence und 25 Folgen der Fernsehserie Reaper – Ein teuflischer Job mit.

## Filmografie (Auswahl)
- 1999: Dudley Do – Right
- 2007: Aliens vs. Predator 2 (Aliens vs. Predator: Requiem)
- 2007: Juno
- 2008: Das Lazarus-Projekt (The Lazarus Project)
- 2009: Das Kabinett des Doktor Parnassus (The Imaginarium of Doctor Parnassus)
- 2011: Red Riding Hood – Unter dem Wolfsmond (Red Riding Hood)
- 2012: Underworld Awakening
- 2013: Percy Jackson – Im Bann des Zyklopen (Percy Jackson: Sea of Monsters)
- 2014: Planet der Affen: Revolution (Dawn of the Planet of the Apes)
- 2014: Big Eyes
- 2015: Spotlight
- 2015: Crimson Peak
- 2016: Suicide Squad
- 2017: xXx: Die Rückkehr des Xander Cage (xXx: Return of Xander Cag)
- 2017: Shape of Water – Das Flüstern des Wassers (The Shape of Water)
- 2018: Mortal Engines: Krieg der Städte (Mortal Engines)
- 2019: Shazam!
- 2019: Fast & Furious: Hobbs & Shaw (Fast & Furious Presents: Hobbs & Shaw)
- 2019: Es Kapitel 2 (It Chapter Two)
- 2021: Nightmare Alley
- 2024: Dune: Part Two

## Auszeichnungen (Auswahl)
- 2025: Oscar-Nominierung in der Kategorie Bestes Szenenbild für Dune: Part Two
- 2025: BAFTA-Film-Award-Nominierung in der Kategorie Bestes Szenenbild für Dune: Part Two
- 2022: Oscar-Nominierung in der Kategorie Bestes Szenenbild für Nightmare Alley
- 2022: BAFTA-Film-Award-Nominierung in der Kategorie Bestes Szenenbild für Nightmare Alley
- 2018: Oscar in der Kategorie Bestes Szenenbild für Shape of Water – Das Flüstern des Wassers
- 2018: BAFTA Film Award in der Kategorie Bestes Szenenbild für Shape of Water – Das Flüstern des Wassers
- 2015: BAFTA-Film-Award-Nominierung in der Kategorie Bestes Szenenbild für Big Eyes